# Sigrid Undset
Sigrid Undset est une femme de lettres et romancière norvégienne, née le 20 mai 1882 à Kalundborg (Danemark) et morte le 10 juin 1949 à Lillehammer (Norvège).
Elle est connue pour ses œuvres situées au Moyen Âge, dont la trilogie Kristin Lavransdatter, suivant la vie d'une Norvégienne au XVe siècle et explorant entre autres les thématiques de foi religieuse. Ses récits décrivant la vie nordique au Moyen Âge lui valurent le prix Nobel de littérature en 1928.
Prenant une place remarquable dans la littérature norvégienne de l'entre-deux-guerres, elle est l'auteur de trente-six titres romanesques, de dizaines d'essais et de centaines d'articles.

## Enfance et premiers pas dans la vie adulte
Sigrid Undset est la première fille des trois filles d'Anne-Charlotte Gyth et de Ingwald Martin Undset. Elle est née en 1882 à Kalundborg, au Danemark, mais ses parents s'installent en Norvège dès qu'elle a deux ans. Elle grandit dans la ville de Kristiania, dénommée désormais Oslo. Sa mère est une Danoise. Son père, Ingwald Undset (1853 - 1893) est un archéologue. Pour ses recherches, il voyage constamment à travers l'Europe. Après 1882, il voyage moins et opte pour un poste d'assistant au musée des Antiquités, dépendant de l'université de Kristiania. Ce père  s'occupe de ses filles et marque l'enfance de Sigrid par son dévouement paternel, sa gentillesse et le soin qu'il porte à son éducation précoce. Il lui inculque les valeurs traditionnelles et les qualités persévérantes de la recherche. Très jeune, il lui fait découvrir par le concret l'enquête archéologique. Elle se familiarise également avec la collection d'antiquités dont son père est responsable, et est initiée à l'historiographie critique des sources et à une vision critique et scrutatrice de la science. C'est de lui qu'elle hérite aussi d'une passion pour l'histoire médiévale. À huit ans, ses parents scolarisent Sigrid Undset à l’école de l'éducatrice Ragna Nielsen

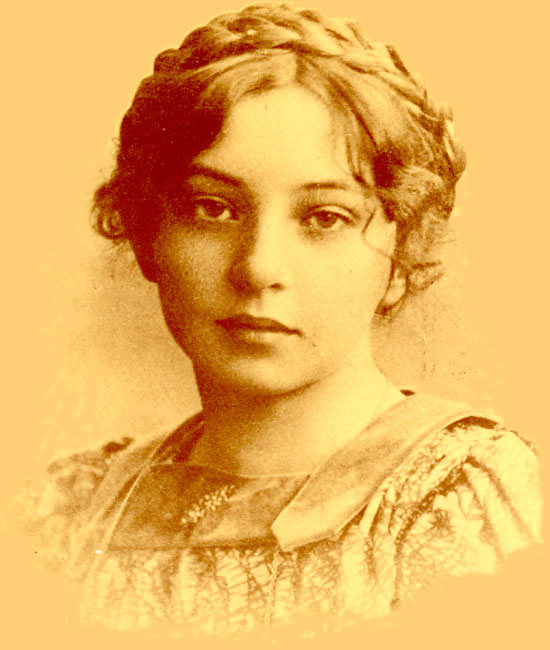
Sigrid Undset vers 12 ans.

Malade, alité ou en fauteuil roulant, son père reste un repère constant pour la famille. Il meurt alors qu'elle a onze ans. Le choc de la disparition du père en 1893 est brutal : Sigrid, ressentant un vide, se referme. Sigrid a une amie, Emma avec laquelle elle joue au théâtre de marionnettes, puis rédige un journal périodique Le trèfle à quatre feuille. Mais elle est une élève renfermée, « un petit hérisson » selon ses propres termes trente ans plus tard. La nécessité économique la force à mettre un terme à des études longues. Méfiance  également à l’égard des connaissances scolaires, elle choisit de quitter l’établissement de Ragna Nielsen à l’âge de 16 ans,. Il lui faut apprendre un métier rentable et gagner sa vie. Grâce à son bon niveau, elle intègre le lycée professionnel, mais elle en sort sans motivation un an après. Sa mère maintenant désargentée lui fait prendre un emploi de bureau à 17 ans, en 1899.

## Une employée de bureau devenue écrivain
Sigrid Undset est employée de bureau au sein d'une firme électrique allemande, AEG de 1899 à 1909. Elle vit dans la banlieue d'Oslo. Le jour elle apprend à s'adapter à la rigoureuse discipline de bureau et devient une dactylographe virtuose. Elle a la possibilité d'observer de près le milieu de la ville d'Oslo, de la classe ouvrière et de la petite bourgeoisie qui va constituer le contexte de plusieurs de ses œuvres futures,. Elle lit et écrit pendant ses nuits.
Elle tente de publier ce qu'elle écrit. À 23 ans, elle soumet un premier manuscrit Aage Nielsson d'Ulvholm, un roman sur l'époque médiévale danoise à un éditeur danois. Refus net et sec, avec un conseil catégorique : « Ne vous lancez pas dans les romans historiques ; c'est pas votre truc ». Alors, elle écrit la première version de Fru Marte Oulie, Madame Marthe Oulie, l'histoire d'un mariage. Ce court roman, de 80 pages, commence par cette phrase : « J'ai trompé mon mari. »
En 1907, elle tente à nouveau de trouver un éditeur et propose à la publication ce journal désabusé d'un mariage. Les éditions Ashehoug rejettent dans un premier temps ce manuscrit. Nullement découragée, elle demande l'intervention de l'auteur reconnu Gunnar Heiberg auprès de cette maison d'édition qui accepte finalement le manuscrit. C'est un succès auprès du public et de la critique norvégienne, pour cette jeune femme de 25 ans.

## Les romans et sa position dans le champ littéraire
La jeune femme découverte par le public et les éditeurs s'empressent de publier un recueil de nouvelles en 1908, L'Âge heureux, consacré aux femmes solitaires qui travaillent et rêvent au prince charmant. Elle prend position sur l'affaire Hans Jaeger et condamne l'amour libre, s'inscrivant dans les traces des Grands anciens de la littérature norvégienne. Le succès enfle en 1909. Reconnue par ses pairs et par l'état norvégien qui lui offre une bourse de voyage, la jeune femme quitte son métier de  secrétaire, mettant un terme à une activité d'une décennie. Elle traduit en norvégien une saga islandaise narrant l'histoire de Viga-Ljot et Vigdis qu'elle adapte aussitôt sous une forme romancée. Vigdis est enlevée par un marin Viga Ljot à son ami Kare. Viga abandonne sa captive désespérée qui, accablée de solitude, accouche d'un fils puis l'éduque à venger son honneur par le sang. Entre-temps, Sigrid Undset, disposant désormais d'une bourse voyage en Europe, d'abord au Danemark puis en Allemagne, et est irrésistiblement attirée par la découverte de l'Italie et surtout de la ville d'art et d'histoire emblématique de Rome où elle reste neuf mois.
On peut distinguer dans l'œuvre de Sigrid Undset deux sortes de romans souvent conçus de façon parallèle ou concomitante.
- Les romans contemporains qu'elle appelle romans de nos jours, le premier est publié en 1907. Elle dénommera après sa conversion catholique genre licencieux ceux de 1907 à 1918.
- Les romans historiques : le premier, Vigdis la farouche est publié en 1909.

En 1910, elle publie Jeunesse. En 1911, son roman Jenny fait scandale. Il raconte la destinée d'une jeune Norvégienne, l'artiste peintre Jenny Winge, étudiante à Rome et fréquentant la bohème norvégienne locale. Elle y rencontre un étudiant en archéologie norvégien, Helge, auprès duquel elle découvre l'amour fusionnel à 29 ans. Mais peut-être croit-elle tomber en amour pour toujours car une fois rentrée en Norvège, le jeune amant perd le charme romain. Alors Jenny comprend sa méprise et se jette avec la même fougue dans les bras du père de Helge, peintre raté, sentimental et beau parleur dont elle tombe enceinte. Elle s'enfuit en Allemagne mais la mort de l'enfant mis au monde la plonge dans le désespoir et elle se suicide quelque temps après. Le roman suscite le scandale car la dernière liaison est décrite comme normale. Mais l'œuvre au-delà du rejet des tabous est une interminable discussion sur l'art, la vocation et la soif d'absolu. Elle connaît un ample succès, même si ce récit indigne les milieus conservateurs et moralisants et heurte également les féministes. Le thème mélodramatique de ce roman colle à la demande littéraire scandinave du moment. Il fait également écho au voyage en Italie qu'elle a effectué après son premier succès littéraire. Rejoignant quelques compatriotes artistes norvégiens, la sérieuse Sigrid Undset a rencontré à Rome un peintre renommé Anders Castus Svarstad. Anders Svarstad a treize années de plus qu'elle, il est marié et père de trois enfants. Sa compagne est restée avec eux en Norvège. Comprenant que leur intimité romaine peut être dévoilée par de multiples indiscrétions, les deux amants s'enfuient à Paris et entament une vie commune. Elle est désormais amoureuse du peintre et de sa peinture. Après trois années d'insistance, elle finit par obtenir le divorce du couple chancelant. Anders, à peine divorcé et Sigrid, enceinte, se marient en Belgique en 1912. Après six mois de lune de miel à Londres, ils retournent conformément au souhait maternel à Rome. Elle accouche en janvier 1913 du petit Anders dans cette ville puis ils rentrent à Oslo. Désormais, elle vit dans l'appartement de son époux, avec les trois enfants du premier lit. Elle reprend avec vigueur le métier d'écrivain qu'elle n'a jamais abandonné, et s'affirme en polémiste redoutable et en conférencière douée.
Printemps, son roman sur l'union de l'homme et de la femme, formant un couple stabilisé par la création rituelle d'un foyer ou voué à l'éphémère ou à la destruction, paraît en 1914. La trame du récit montre différents aspects de l'évolution de couples en crise. C'est l'occasion d'un premier règlement de comptes par écrit de la jeune mère Sigrid Undset qui se sent déjà délaissée par son mari artiste, insouciant et volage. Les personnages qui font office de fil conducteur, Rose Wegner et Torkild Christiansen, amis d'enfance, s'unissent. Après la naissance d'un enfant mort-né, Rose éprouvée perd la direction de son foyer malgré l'amour de Torkild. Le couple se sépare avant de se retrouver dans une ultime fin heureuse et imprévue, petit hymne à l'amour retrouvé. La naissance d'un autre enfant, Charlotte, est une source d'angoisse maternelle. Le bébé souffre de crises de convulsions inexpliquées, en réalité un handicap mental est révélé plus tard, très analogue à celui du second fils du géniteur.
Sigrid Undset participe avec fougue aux débats de la société norvégienne. Elle relève les premières conséquences de la Grande Guerre, une perte démesurée des repères moraux. Elle déplore une dégradation morale planétaire. Depuis 1916, consciente de ses responsabilités, elle accueille les trois enfants du premier mariage. Il y a des heurts, mais elle essaie de reconstituer avec énergie un foyer. Si elle comprend le désarroi des adolescentes, elle admet de moins en moins la désinvolture d'Anders qui ne la désire qu'en maîtresse occasionnelle, sans enfant et seule. Il ne l'aide pas, ni par l'argent ni par le réconfort. Elle se retrouve accablée, comprenant la souffrance de la première épouse, abandonnée à ses responsabilités par un époux plus individualiste.
Les filles d'Anders se révoltent contre leur belle-maman jugée autoritaire. En 1919, épuisée et de nouveau enceinte, Sigrid Undset part en voiture se reposer avec ses seuls enfants dans une maison louée, surplombant Lillehammer, à l'entrée de la vallée du Gudbrandsdal où elle aime marcher. Mais elle ne peut se résigner à revenir dans l'appartement conjugal. Ils se séparent en juillet 1919. En août 1919, elle met au monde un troisième enfant, Hans. Le père, prévenu, n'est pas là. C'est plus tard au cours de l'été que le mari rend visite à sa seconde épouse et à ses trois enfants. Mais elle sait déjà qu'elle n'a plus qu'eux et la littérature.
Les nouvelles de l'auteur dépeignent l'existence humaine dans le cadre triste des banlieues née des mutations des transports du XIXe siècle. La notoriété de l'écrivain Sigrid Undset est acquise au sortir de la Première Guerre mondiale dès 1919 au sein du monde scandinave et au-delà. Le souci de plaire et de s'adapter à un public des premières œuvres disparaît graduellement, elle fait mieux connaître ses opinions par un recueil d'articles déjà publiés de façon plus confidentielle, Le point de vue d'une femme après août 1919 et s'apprête à approfondir son message littéraire.
Des thèmes sont récurrents dans ses romans : les remords et les reproches que la femme moderne doit s'adresser à elle-même lorsque les épreuves n'ont pas été surmontées et que la déchéance est là. Il reste toutefois une formidable réserve de combativité face à l'adversité que l'auteur hésite à dévoiler pour mieux décrire le temps présent.
Pour mettre une distance avec la vie des femmes modernes, à commencer par la sienne propre, elle poursuit ses recherches et reconstitue en imagination la vie d'une femme dans les milieux catholiques de la Norvège du XIVe siècle. La trilogie Kristin Lavransdatter explore successivement l'amour humain, la maternité et la vie de famille et le service de Dieu, démultiplié par les épreuves terribles du temps de la peste noire. Son héroïne Kristin a besoin d'immenses ressources de combativité : 
- d'abord, elle défie à seize ans l'autorité parentale pour épouser Erlend, un chevalier au passé scandaleux et l'amante se donne entièrement avant d'affronter les pires épreuves, acceptant son choix et son malheur ;
- ensuite, après avoir été épouse et mère à dix-sept ans, contrainte à rester au foyer, elle se transforme en la maîtresse de maison de Husaby.
- La maîtresse vieillie voit partir ses fils ainsi que son mari Erlend. Elle consacre enfin sa vie à Dieu et à sa miséricorde.

Cette femme à la volonté tenace, debout par orgueil, à laquelle l'écrivaine finit par s'identifier au terme de sa création-rédaction entre 1920 et 1922, surmonte les incomparables épreuves par la spiritualité chrétienne catholique. Mieux elle est touchée par la grâce divine.
L'épouse quadragénaire Sigrid Undset, prématurément vieillie, est touchée par une crise spirituelle, dure, intense. Elle doit se libérer d'un mariage difficile, et regagner son indépendance pour rester responsable d'un foyer de trois enfants dont un petit handicapé. Artiste tourmenté, alcoolique et père immature, le conjoint ne peut prendre la mesure des engagements de sa femme. En proie au désarroi, la mère dévouée s'accroche à la providence chrétienne. Sigrid découvre la liberté de ses farouches ancêtres, appartenant à une civilisation insulaire qu'ils avaient ouverte, avec une détermination et une prudence technique, aux mondes occidental et oriental connus. Et cette joie de (sur)vivre n'est-elle pas celle de Kristin ? La conversion vers la religion catholique, église minoritaire et désargentée du concile de Trente qui se soucie en Norvège des pauvres, s'étale entre 1924 et 1925. Son mariage avec un divorcé n’est pas reconnu comme valide par l’Église catholique, et elle a recours au divorce civil en 1927.
Sigrid reprend son courage. Les filles d'Anders se rapprochent d'elle. Son fils aîné supporte mal l'abandon paternel. Mais la rupture du couple est consommée sans plus de formalité puisque Anders vit maritalement avec une autre femme. Disposant d'avances de ses éditeurs qui constatent avec étonnement la mode du Moyen Âge qu'elle relance, Sigrid achète en 1921 la maison qu'elle loue à Lillehammer, et la baptise Berkebaek. L'État lui accorde aussi une pension officielle : désormais, elle reçoit l'équivalent d'un salaire d'écrivain à vie. Ayant des revenus assurés, elle décide d'engager une domestique spécialisée à plein temps pour s'occuper de sa fille Mosse. Elle s'achète aussi la petite maison attenante à Berkebaek, qu'elle intègre au domaine en l'aménageant en bureau. Elle peut continuer à écrire dans une retraite de silence. Plus active et mieux organisée que jamais, elle traduit trois sagas islandaises.
Avec la foi catholique de ses ancêtres, Sigrid retrouve de l'allant et une raison de vivre. Elle tient maintenant son foyer, elle résiste. Et c'est aussi son œuvre qui devient cohérente. Après la femme, l'homme sera Olav Audunssoen soumis aux épreuves politiques du XIIIe siècle pour unir la Norvège. Le cycle de 1 200 pages est segmenté en deux parties à parution différée : Olav Audunssøn à Hestviken en 1924, Olav Audunssøn et ses enfants en 1927. Elle étudie les saints ou représentants de la gent masculine sacrée. L'ordre divin est primordial pour celle qui se prépare à entrer en religion sous le nom de sœur Octave et le statut de dominicaine du tiers ordre. Elle a une controverse animée en 1927 avec Monseigneur Nathan Söderblom, archevêque d'Uppsala sur la conception de la nature humaine et de la grâce. Les spectateurs et auditeurs assistent à un affrontement intemporel entre un Luther déguisé en prélat œcuménique et un saint Thomas d'Aquin féminisé.
Le jury masculin du prix Nobel de littérature s'émerveille et pour ses puissantes descriptions de la vie du Nord au Moyen Âge, lui accorde la récompense suprême offerte le 10 décembre 1928,. Elle multiplie études, essais et écrits polémiques pour défendre sa conception catholique du monde. Fidèle à l'église romaine et apostolique, elle s'enivre emportée par un prosélytisme religieux. Thomiste, élève appliquée des Dominicains de Norvège, elle peut atteindre une spiritualité exigeante tout en s'attachant, par la grâce divine de la liberté, à redéfinir l'idéal. L'argent du prix Nobel lui permet la création de deux fondations :
- la fondation Mosse, du nom de sa fille souffrante, doit aider les parents de handicapés mentaux à garder leurs enfants au foyer ;
- la fondation Saint-Gudmund s'attache à scolariser les enfants pauvres dans les écoles catholiques.

Six romans écrits entre 1929 et 1939, de Les Orchidées blanches (Gymnadenia) à Madame Dorthéa, premier roman d'un cycle inachevé sur le Siècle des Lumières, font le procès d'une époque stupide, matérialiste, égoïste qui ne conduit qu'à l'abêtissement des plus démunis et à l'avilissement spirituel généralisé. Elle indique çà et là les contradictoires voies d'éducation et de salut. Le Buisson ardent, paru en 1930, est le roman explicite de la conversion d'un jeune homme.
Le succès littéraire est aussi au rendez-vous après les honneurs. L'écrivain est traduite dans le monde entier et occupe une place forte sur les lettres norvégiennes, caractérisée de 1900 à 1930 par le formidable essor des romans et de la poésie lyrique et l'effacement relatif des pièces de théâtre. Olav Duun, auteur d'une épopée paysanne en six volumes et dans une autre mesure, Olaf Bull, le poète lyrique sont les seuls compatriotes à rencontrer un succès comparable. Elle peut s'appuyer sur les géants disparus des lettres, Hans Kinck et Arne Garborg, pour fustiger le précédent écrivain norvégien  Nobel en 1921, Knut Hamsun qui est autant son ennemi en lettres qu'en politique. Elle peut compter aussi sur le soutien admiratif de l'écrivain Ronald Fangen.
Malgré sa conversion au catholicisme, son succès croissant avant l'attribution du prix Nobel est un fait incontestable et peut expliquer la levée des dernières réticences au sein du jury de ce prix. Dépassant son aînée suédoise Selma Lagerlöf, la norvégienne Sigrid Undset voit ses œuvres appréciées bien au-delà des pays scandinaves, surtout dans les pays anglo-saxons et allemands. L'Allemagne de Weimar achète 250 000 exemplaires de Kristin Lavransdatter avant l'attribution du prix Nobel en 1928. En France, Sigrid Undset reste une illustre inconnue. Un journaliste français curieux du choix du comité parvient à mettre la main sur le seul ouvrage accessible à la Bibliothèque Nationale, L'Âge heureux, traduit en français en 1926, et essaie, héroïquement, de comprendre en vain l'auteur des écrits primés.
Sigrid Undset n'a plus de souci financier. Elle agrandit et embellit son domaine qui comprend un jardin et trois maisons. Outre ses écrits de propagande catholique, elle s'accorde des menus plaisirs en lisant des auteurs anglais, en traduisant L'Homme éternel de G. K. Chesterton. En 1931, elle entraîne sa petite famille sur l'île de Gotland, puis en Islande. En 1934, elle publie ses souvenirs d'enfance à onze ans. En 1937, elle effectue un long voyage en Angleterre, en Écosse, aux Orcades.
Sigrid Undset ne boude pas les responsabilités et ne cesse d'affirmer ses convictions au cours des années 1930 marquées de morosité. En 1935, elle est élue présidente de l'association des écrivains de Norvège. Les années 1940 ne laissent pas de répit à Sigrid Undset. Sa famille qu'elle n'a cessé de protéger est décimée. L'écriture est plus que jamais un labeur et une arme de combat.

## Combattre, toujours combattre
Sigrid Undset lutte depuis son irruption sur la scène littéraire contre l'individualisme farouche et naturaliste de Knut Hamsun. La pensée hamsunienne est de l'ordre de l'ivresse théâtrale ou d'une immanence intérieure possédée par le plaisir ou la souffrance, elle lui semble égarer l'être en quête de lucidité, de clarté et de compréhension. Et cette femme ne peut que chercher les voies de la sincérité, d'abord dans son œuvre romanesque et ensuite dans sa vie spirituelle puis quotidienne.

### Un long silence dans la maison
En 1939, sa fille handicapée Mosse décède. Les souvenirs photographiques des vacances en Grande-Bretagne figent les moments d'éternité de son foyer. Pour faire disparaître le bruit de l'horloge, elle héberge dans ses demeures ou place pendant la guerre d'Hiver des enfants finlandais à Lillehammer. Puis, après leurs jeux et leurs cris insouciants, revient la lancinante solitude des jours ordinaires.

### Combats politiques
Elle s'oppose à l'idéologie nationale-socialiste dès 1931, bien avant la fondation en 1933 du Nasjonal Samling par l'ancien ministre Vidkun Quisling ou l'adoption officielle de l'idéologie nazie de ce parti politique depuis 1934. Ses écrits sont d'ailleurs interdits dans les journaux, les bibliothèques et les librairies après l'élection victorieuse des dignitaires nazis. Ces livres rejoignent les autodafés. En 1935, elle s'acharne à défendre le journaliste pacifiste Carl von Ossietzky. Cité pour son mérite professionnel, ce résistant des droits de l'homme est emprisonné dans des camps de redressement mis en place par le régime autoritaire en Allemagne, loués par l'écrivain Knut Hamsun. Ce vieil écrivain dans son paisible refuge campagnard s'indigne de ce tapage contre la grande nation allemande. Tout en refusant de constater l'état de santé alarmant du journaliste prisonnier, sous le prétexte d'une simple manipulation médiatique destinée à apitoyer, il met son autorité morale pour dénigrer ce qu'il considère n'être qu'un petit auteur polémiste, n'épargnant nullement au passage ses défenseurs. Maltraité par ses gardiens, le journaliste allemand décède en 1936. La Norvège inquiète d'un possible cataclysme mondial joue l'insouciance. L'agression soviétique en Finlande consterne et effraie l'opinion publique norvégienne, unanime à apporter soutien et réconfort à ses voisins du front scandinave. L'invasion allemande des ports norvégiens le 8 avril 1940 surprend une Norvège appliquée à jouer par intérêt une neutralité illusoire.
La politique de collaboration avec les nazis du parti norvégien Nasjonal Samling, ouvertement fasciste, plonge le pays en voie de conquête puis sous souveraineté militaire allemande, dans une curieuse léthargie. Le régime collaborationniste de Vidkun Quisling s'octroie la responsabilité de l'État sous l'occupation allemande.
Sigrid Undset n'a pas besoin d'imaginer l'escalade impliquée par l'occupation allemande, elle se sait fichée par les forces policières du parti au pouvoir et se voit recommander d'échapper à l'emprise allemande. Cette Cassandre du terrible drame qui va survenir en Norvège obéit à l'injonction et suit sans illusion l'exode suggéré vers la Suède franchissant les montagnes en partie enneigées, d'abord en voiture puis en traineau et en ski. Ironie cruelle, elle part le 25 avril alors que le 27 avril, son fils aîné Anders né en 1913, officier mobilisé depuis des mois, est tué sur le pont de Segalstad, à quelques kilomètres de Lillehammer.

### Soldat de l'information
Dès qu'elle a gagné depuis Lillehammer la frontière suédoise, elle se met au service de la résistance norvégienne de l'extérieur et se place sous les ordres du roi exilé en Angleterre. Elle ne reste que peu de temps en Suède et embarque le 13 juillet sur la Baltique. Elle entreprend un voyage continental vers l'est en passant par l'URSS, puis embarquant à Vladivostok gagne le Japon pour finalement parvenir aux États-Unis en 1941.
Alors qu'elle s'installe à New York, elle est informée de la suppression d'autorisation des partis marxistes et du début d'éradication des derniers partis politiques indépendants de son pays. Accaparée par le destin tragique de sa famille, la mère songe à l'éducation de son dernier fils Hans. New York devient son lieu de repos et de résidence habituelle lorsqu'elle ne participe pas à de vastes tournées. Elle y stigmatise l'envahisseur allemand avec franchise et virulence auprès d'un public de nombreux américains d'origine norvégienne. Son action de résistance est secondée par les ambassades et les relais norvégiens, l'écrivain auréolée d'un prix Nobel est écoutée dans les lieux universitaires et les salles de conférences publiques, sa maîtrise de la langue anglaise acquise à l'école de commerce, dans son milieu professionnel et pendant son voyage de noces de six mois en 1912 à Londres fait merveille. La présidente de l'association Free Norway fait simplement connaître sa patrie aux Américains au cours de ces conférences sur la guerre qui a touché son pays. Rassurée par ce succès, elle écrit directement en anglais pour ce public enthousiaste Jour heureux en Norvège qui traite de l'avant-guerre. Retour à l'avenir (ou Retour vers le futur selon une autre traduction) est un livre directement écrit en anglais au tournant de la guerre en 1942  qui narre l'odyssée de la famille de Sigrid Undset de l'Europe vers l'Amérique.
Anders Svartad meurt en 1943. Sigrid Undset, figure de proue de la résistance norvégienne, est à l'apogée de sa popularité. En 1944, elle siège à la commission américaine pour la protection et le sauvetage des documents historiques dans les zones d'opérations militaires.
Dès la libération de son pays, elle organise son départ de New York. Avec une intense nostalgie, cette femme abandonne sur le quai ses amis américains. Elle revient en  1945 dans une Norvège dévastée par la Seconde Guerre mondiale. Son domaine de Bjerkebaek a été habité, puis vandalisé et dévasté après 1944 par des officiers allemands et des Nazis. Elle le remet en état à la fin de l'été 1945, mais elle est ensuite épuisée et malade.
De plus en plus souvent alitée, elle devient, en 1949, à l'occasion de son 65e anniversaire, la première femme décorée de la Grand Croix de l'ordre de Saint-Olaf.

### Derniers combats pour écrire
À son retour, son écriture ne peut s'appliquer à des tâches de longue haleine. Elle peine et n'est plus dès que survient la maladie que l'ombre de l'écrivain qu'elle a été. Malgré la maladie et ses difficultés, elle s'efforce d'écrire jusqu'au terme de sa vie.

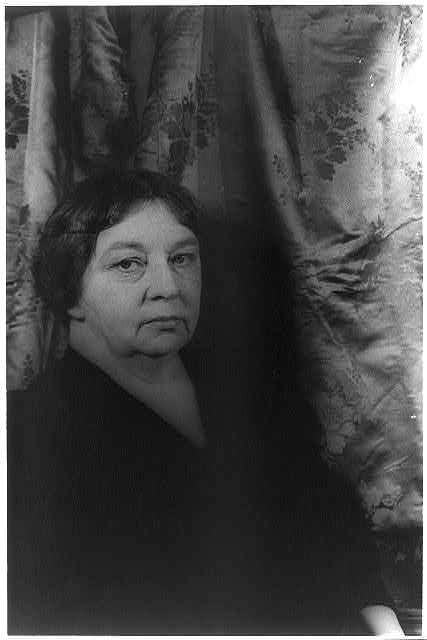
Sigrid Undset à la fin de sa vie.

En 1946, Retour vers le futur est interdit par l'ambassade soviétique. En 1947, elle s'efforce de traduire ces différents écrits anglais en norvégien, de façon à montrer le sens de son action. Le manuscrit Catherine de Sienne est refusé par l'éditeur américain qui le lui avait commandé.
Elle meurt le 10 juin 1949 à Lillehammer.

## Une femme forte de la littérature
Sigrid Undset est la romancière de la femme dans la société s'engageant pour le meilleur et pour le pire au sein d'un foyer. Pour elle, l'amour maternel peut combler la vie d'une femme. Les valeurs qu'elle prône sont en partie une réaction aux idées d'un Knut Hamsun, autre grand écrivain norvégien, prix Nobel quelques années avant elle, plus individualiste, partisan d'un mode de vie primitif et défiant envers toute modernité,.

### Conversion catholique
En 1924, Sigrid Undset entame sa conversion au catholicisme. Dans Kristin Lavransdatter, qui lui vaut, selon la presse française, le prix Nobel de littérature en 1928, Sigrid Undset dépeint la vie en Norvège au XIVe siècle sans pour autant donner dans l'histoire romancée : elle ne fait pas parler les personnages qui ont véritablement existé et sa description est parfaitement en accord avec les travaux pionniers des archéologues de son temps. Dans ce roman, le récit est très nettement orienté, il ne faut pas oublier qu'à l'époque où se déroule l'action, la Norvège est catholique et que Nidaros nommé aujourd'hui Trondheim est un haut lieu de pèlerinage du christianisme du nord de l'Europe.
Sa croyance est étrangère à toute sentimentalité. L'amour n'est en rien l'épanouissement de la femme. L'amour individualiste, romantique, absolu est désormais pour elle un leurre superficiel. Sigrid Undset a connu une immense popularité hors des frontières scandinaves pour s'être convertie au catholicisme en 1924. D'ailleurs ses romans s'en font l'écho. Elle considère ainsi qu'une femme ne peut véritablement s'épanouir et remplir sa vocation que dans un pays où la foi catholique est partagée de tous.

### Un féminisme spécifique
Ses romans médiévaux ont des héroïnes fortes. Et ses œuvres plus contemporaines sont traversées par des femmes qui cherchent leur propre vérité et leur vraie place dans le monde. Sigrid Undset ne cesse d'affirmer qu'il existe un rôle féminin insurpassable. Elle est convaincue que la femme peut trouver au sein du foyer une source d'épanouissement et s'y réaliser pleinement. Elle semble occuper une place à part dans l'histoire des femmes en Norvège. Le devoir féminin au foyer est montré dans les romans Printemps et Les Vierges sages, parus respectivement en 1914 et 1918. Pendant cette période, il n'est pas innocent que Sigrid, trentenaire épanouie, connaisse dans sa vie de couple une fugace période de plénitude qui ne reviendra plus. Mais elle est convaincue qu'il faut faire durer ce miracle du deux devenu un qu'est le couple.

### Des valeurs spirituelles
Elle fait le procès d'une époque qu'elle juge stupidement égoïste et matérialiste. Pour elle, la liberté diffère de l'anarchie, l'égalité ne mène nullement à l'égalitarisme, l'amour et la fraternité ne doivent engendrer nul mépris. Cette femme souhaite des réformes morales et responsables. Elle exprime une grande méfiance envers toute philosophie à base religieuse ou esthétique cachée.

## Œuvres
Les publications originales ont été éditées en norvégien par Aschehoug, à Oslo.

### Romans
- Fru Marte Oulie (1907) Publié en français sous le titre Martha Oulié et ses voisines, traduit par Marthe Metzger et Thekla Hammar, Paris, Éditions de la Paix, 1952
- Fortaellingen om Viga-Ljot og Vigdis (1909) Publiée en français sous le titre Vigdis la farouche, traduit par Marthe Metzger, Paris, Stock, 1954 ; réédition, Paris, LGF, coll. « Le Livre de Poche » no 5143, 1978 ; réédition, Paris, Stock, coll. « Bibliothèque cosmopolite » 1987 ; réédition, Rouen, Éditions de la Robe noire, 2015
- Ungdom (1910) - Jeunesse
- Jenny (1911) Publié en français sous le titre Jenny, traduit par le commandant de vaisseau Gaston Bataille, Paris, Éditions Saint-Michel, coll. « Les Maîtres étrangers » no 1, 1929 ; réédition sous le même titre dans une nouvelle traduction de Marthe Metzger, Paris, Stock, coll. « scandinave » no 3, 1940 ; rééditions, Paris, Stock, coll. « Le roman cosmopolite » no 3, 1949 ; réédition, Paris, Stock, coll. « Le Cabinet cosmopolite », 1984 et 1998 ; réédition, Paris, Cambourakis, 2022
- Våren (1914) Publié en français sous le titre Printemps, traduit par Elsa Cornet, Paris, Stock, coll. « Le Cabinet cosmopolite. Série scandinave » no 51, 1930 ; réédition, Paris, Delamain et Boutelleau coll. « Bibliothèque scandinave », 1942 ; réédition, Paris, Le Club du meilleur livre, 1953 ; réédition (avec le discours de réception du prix Nobel de littérature), Paris, Presses du Compagnonnage, coll. « des Prix Nobel de littérature », 1962 ; réédition, Paris, Stock, coll. « Bibliothèque cosmopolite » no 5, 1979, puis 1985 et 2002
- Kristin Lavransdatter (1920-1922) :
  - Kransen, tome 1 Publié en français sous le titre La Couronne, traduit par Étienne Avenard, Paris, Delamain et Boutelleau, coll. « Le Cabinet cosmopolite. Série scandinave », no 79, 1936 ; réédition Paris, Stock, 1958 et 1986
  - Husfrue, tome 2 Publié en français sous le titre La Femme ou la maîtresse de maison, traduit par Étienne Avenard, Paris, Delamain et Boutelleau, coll. « Le Cabinet cosmopolite. Série scandinave », no 80, 1938 ; réédition Paris, Stock, 1958 et 1986
  - Korset, tome 3 Publié en français sous le titre La Croix, traduit par Marthe Metzger et Thekla Hammar, Paris, Delamain et Boutelleau, 1938 ; réédition Paris, Stock, 1958 et 1986
- Olav Audunssøn (1924-27, à l'origine scindé en deux tomes : Olav Audunssøn i Hestviken (1924) - Olav Audunssøn à Hestviken et Olav Audunssøn og hans børn (1927) - Olav Audunssøn et ses enfants) Publié en français sous le titre Olav Audunssoen, tome 1, traduit par E. Guerre, Paris, Delamain et Boutelleau, coll. « scandinave », 1949 ; tome 2, 1949 ; tome 3, 1950
- Gymnadenia (1929) Publié en français sous le titre Les Orchidées blanches, traduit par Marie et Raymond Blanpain, Paris, Éditions de la Paix, 1947 ; réédition, Paris, Cambourakis, 2024  (ISBN 978-2-36624-878-4)
- Den braennende busk (1929-1930) Publié en français sous le titre Le Buisson ardent, traduit par Marthe Metzger et Thekla Hammar, Paris, Éditions de la Paix, 1948
- Ida-Elisabeth (1932) Publié en français sous le titre Ida-Elisabeth, traduit par Marthe Metzger et Thekla Hammar, Paris, Éditions de la Paix, 1951 ; réédition, Paris, Cambourakis, 2023
- Den trofaste hustru (1936) Publié en français sous le titre La Femme fidèle, traduit par Marthe Metzger et Thekla Hammar, Paris, Gallimard, 1940 ; réédition, Paris, Gallimard, coll. « Folio » no 1380, 1982
- Madame Dorothea (1939, premier tome d'un cycle inachevé) Publié en français sous le titre Madame Dorthéa, traduit par Marthe Metzger et Thekla Hammar, Paris, Stock, coll. « Bibliothèque scandinave », 1936 ; réédition, Paris, Stock, 1946

### Recueil de nouvelles ou nouvelles
- Den lykkelige alder (1908) - Jours heureux Deux nouvelles publiées en français sous le titre L'Âge heureux, suivi de Simonsen, traduit par Victor Vindé et Georges Sautreau, Paris, S. Kra, coll. « de la Revue européenne » no 24, 1925 ; réédition, Paris, Éditions du Sagittaire, coll. « de la revue européenne » no 24, 1926 ; réédition Paris, Éditions Stock, 1989 ; réédition, Paris, Stock, coll. « Bibliothèque cosmopolite », 2002 ;  ; réédition, Paris, Cambourakis, 2022 Autre choix de nouvelles publiées en français sous le titre Jours heureux, traduit par Marthe Metzger, Paris, Éditions du Temps, 1960
- Fattige skjaebner (1912) Publié en français sous le titre Maternités, suivi de La Bergère de porcelaine, traduit par Victor Vindé et Jacques Coussange, Paris, Éditions Kra, 1929 ; réédition de Maternités, traduit par Victor Vindé, Paris, Cambourakis, 2025  (ISBN 978-2-36624-976-7)
- Splinten av troldspeilet (1917) - L'éclat (de verre) du miroir magique
- De kloge jomfruer (1918) Publié en français sous le titre Les Vierges sages, traduit par Jacques de Coussange, Paris, Hachette, 1918

### Ouvrages à caractère autobiographique
- Elleve aar (1934) Publié en français sous le titre Onze années, traduit par Marthe Metzger et Thekla Hammar, Paris, Éditions de la Paix coll. « scandinave », 1941 ; réédition, Paris, Stock, 1942
- Selvportretter og landskapbillede (1938) - Autoportraits et Paysages,
- Happy Times in Norway, Mann, Klaus, New York et Cassel, Londres (1943, écrit directement en anglais et remis en norvégien par ses soins sous le titre Lykkelige dater en 1947)

### Recueil d'articles et essais littéraires ou engagés
- En kvindesynspunkt (1919) - Le Point de vue d'une femme
- Essais sur la littérature nordique : Ibsen, Strindberg, Georg Brandes, la littérature anglaise : Jane Austen, les sœurs Brontë, D. H. Lawrence
- Return to future, Knopf, New York (1942, écrit directement en anglais et paru en norvégien après la Libération sous le titre Tillbake til fremtiden en 1945) Publié en français sous le titre Retour à l'avenir, traduit par Marguerite Diehl, Paris, Stock, coll. scandinave, 1952
- Tu ne déroberas point dans Les Dix commandements : Récits sur la guerre de Hitler contre la loi morale, recueil de nouvelles de Thomas Mann, Bruno Frank, John Erskine, Rebecca West, Sigrid Undset, Franz Werfel, André Maurois, Jules Romains, Louis Bromfield et Hendrik Willem van Loon, Éditions de la Maison Française, New York, 1944, 524 p.[11]
- Artikler og taler fra krigstiden (1952, publication posthume par A. H. Winsnes) - Articles et discours du temps de guerre

### Ouvrages de méditation, d'affirmation de foi ou de propagande religieuse
- Sankt Halvards liv, død og jertegn (1925, bref récit) - Vie, Mort et Miracle de saint Halvard
- Katholsk propaganda (1927) - Propagande catholique
- Etamper (1928 ou 1929-1933) - Étapes
- Und wär' dies Kindlein nicht geboren (1929) - Et si ce petit enfant n'était pas né
- Das Weinachtwunder (1930, méditation) - Le Miracle de Noël
- Hellig Olav Norges konge (1930) - Saint Olaf
- Begegnungen und Trennungen (1931, essai sur le christianisme et le germanisme) - Rencontre et séparation,
- Sagas des Saints (1934)
- Fortschritt, Rasse und religion (1935, inséré dans l'ouvrage allemand collectif intitulé Die Gefährdung des Christentums durch Rassenwahn und Judenverfolgung, le Christianisme menacé par la folie raciale et la persécution des Juifs) - Progrès, race et religion
- Norske Helgener (1937 et 1939) - Saints norvégiens,
- Caterina av Sienna (1951, étude biographique sur Catherine de Sienne : parution posthume) Publié en français sous le titre Catherine de Sienne, traduit par Marthe Metzger, Paris, Stock, 1952

### Traductions
- Fortaellingen om Kong Artur of ridderne af det runde bord (1915, traduction en norvégien de la légende du Roi Arthur et des romans de la Table ronde)
- autres romans de l'anglais…

### Œuvres rassemblées
- Samlede romaner og fortaellinger fra nutiden, 5 volumen, Oslo (1921)
- Middelalderromaner, 10 volumen, Oslo (1932)